# Rudolf Bićanić
Rudolf Bićanić (Bjelovar, 5. lipnja 1905. – Zagreb, 9. srpnja 1968.), bio je hrvatski ekonomist, demograf, gospodarski povjesničar, sociolog sela, političar i sveučilišni profesor. Najveći hrvatski ruralist 20. stoljeća.

## Životopis
Rudolf Bićanić rođen je u Bjelovaru 1905. godine. Studirao u Parizu na École des hautes études i u Zagrebu na Pravnom fakultetu gdje je doktorirao 1931. godine.
Kao član HSS-a nastavlja rad na politici Stjepana Radića u vrijeme diktature. Godine 1933. osuđen na 3 godine zatvora koje je odslužio zajedno s Vladkom Mačekom u kaznionici u Srijemskoj Mitrovici. Nakon izlaska iz zatvora Bićanić je imenovan tajnikom Komisije za pomoć pasivnim krajevima. Kao član ravnateljstva Gospodarske sloge (od 1936. godine) osnovao Zavod za proučavanje seljačkog i narodnog gospodarstva, koji se može smatrati prednikom Instituta za društvena istraživanja Sveučilišta u Zagrebu (IDIS). ↓1 Istodobno je uređivao Gospodarsku slogu i Politički pregled. Na čelu toga Zavoda je bio od 1936. do 1940. godine, kada postaje ravnatelj Direkcije za vanjsku trgovinu Jugoslavije na osnovu sporazuma Cvetković-Maček. Od 1941. do 1943. godine bio je prvi viceguverner Narodne banke Jugoslavije u izbjeglištvu u Londonu. U veljači 1945. godine zajedno s predsjednikom jugoslavenske izbjegličke vlade Ivanom Šubašićem vratio se u Jugoslaviju gdje je bio na čelu Uprave za vanjsku trgovinu koju napušta nakon što su komunisti preuzeli svu vlast 1946. godine. Godine 1945. napustio je politiku Mačekovog HSS-a i priklonio se HRSS-u. Profesorom na Pravnom fakultetu u Zagrebu postao je 1946. godine gdje je predavao ekonomsku politiku, ekonomiku vanjske trgovine i gospodarsku povijest.
Suprug anglistice Sonie Bićanić.
Umro je u Zagrebu, 9. srpnja 1968. godine. Pokopan je na zagrebačkome groblju Mirogoju.

## Djela
Najpoznatije knjige su mu: 
- Kako živi narod. Život u pasivnim krajevima, I. knjiga, 1936.
- Ekonomska podloga hrvatskog pitanja, 1938.
- Kako živi narod, II. knjiga, 1939., zajedno sa Željkom Macanom i suradnicima
- Hrvatska ekonomika na prijelazu iz feudalizma u kapitalizam. I. Doba manufakture u Hrvatskoj i Slavoniji, 1750-1860., 1951.
- Začeci kapitalizma u hrvatskoj ekonomici i politici, 1952.
- Economic Policy in Socialist Yugoslavia, 1973.